# Satu Mare (gmina Crucea)
Satu Mare – wieś w Rumunii, w okręgu Suczawa, w gminie Crucea. W 2011 roku liczyła 346 mieszkańców.